# Juho Kilo
Juho Teemu Kristian Kilo (Helsinki, 23 juli 2002) is een Fins profvoetballer die bij voorkeur als middenvelder speelt. Hij verruilde in 2024 FC Haka Valkeakoski voor ADO Den Haag.

## Carrière
Kilo is afkomstig uit de jeugdopleiding van Käpylän Pallo (KäPa). Hij speelde tot augustus 2018 bij KäPa, toen hij voor een transfersom van € 100.000 naar de jeugdopleiding van Hamburger SV ging. Kilo maakte zijn debuut bij Hamburger SV II in 2020, spelend in de Regionalliga Nord. Hij speelde bij HSV II tot de zomer van 2023, toen zijn contract bij de club afliep.
Op 6 februari 2024 keerde Kilo terug naar Finland en tekende hij een éénjarig contract bij de Veikkausliiga-club FC Haka.
Op 5 augustus 2024 tekende Kilo een contract voor twee seizoenen bij Eerste Divisieclub ADO Den Haag, met een optie voor een derde seizoen. In juli 2025 werd zijn contract opengebroken en verlengt tot medio 2028.

## Persoonlijk
Zijn jongere broer Jesse Kilo is ook voetballer en speelde voor Hamburger SV II.

## Statistieken
Bijgewerkt per 23 augustus 2024.
| Club            | Seizoen        | Competitie        | Competitie | Competitie | Beker | Beker | League Cup | League Cup | Internationaal | Internationaal | Totaal | Totaal |
| Club            | Seizoen        | Divisie           | Wed.       | Dlp.       | Wed.  | Dlp.  | Wed.       | Dlp.       | Wed.           | Dlp.           | Wed.   | Dlp.   |
| --------------- | -------------- | ----------------- | ---------- | ---------- | ----- | ----- | ---------- | ---------- | -------------- | -------------- | ------ | ------ |
| Hamburger SV II | 2020–21        | Regionalliga Nord | 1          | 0          | –     | –     | –          | –          | –              | –              | 1      | 0      |
| Hamburger SV II | 2021–22        | Regionalliga Nord | 28         | 4          | –     | –     | –          | –          | –              | –              | 28     | 4      |
| Hamburger SV II | 2022–23        | Regionalliga Nord | 35         | 2          | –     | –     | –          | –          | –              | –              | 35     | 2      |
| Hamburger SV II | Totaal         | Totaal            | 64         | 6          | 0     | 0     | 0          | 0          | 0              | 0              | 64     | 6      |
| Haka            | 2024           | Veikkausliiga     | 18         | 3          | 5     | 0     | 5          | 0          | –              | –              | 28     | 3      |
| ADO Den Haag    | 2024–25        | Eerste Divisie    | 3          | 0          | 0     | 0     | –          | –          | –              | –              | 3      | 0      |
| Carrièretotaal  | Carrièretotaal | Carrièretotaal    | 85         | 9          | 5     | 0     | 5          | 0          | 0              | 0              | 95     | 9      |